# Anisogaster antennatus
Anisogaster antennatus är en skalbaggsart som beskrevs av Reé Michel Quentin och Jean François Villiers 1979. Anisogaster antennatus ingår i släktet Anisogaster och familjen långhorningar.
Artens utbredningsområde är Kenya. Inga underarter finns listade i Catalogue of Life.